# Argentina-Bielorrússia em futebol
Argentina-Bielorrússia em futebol refere-se ao confronto entre as seleções da Argentina e da Bielorrússia no futebol.

## Histórico
Histórico do confronto entre Argentina e Bielorrússia no futebol profissional, categoria masculino:
| Data                 | Cidade             | Jogo                     | Resultado | Competição    |
| 20 de agosto de 2008 | Minsk Bielorrússia | Bielorrússia - Argentina | 0 - 0     | jogo amigável |

## Estatísticas
- Atualizado até 16 de julho de 2014 [2]

| Equipe       | Jogos | Vitórias | Empates | Gols marcados |
| ------------ | ----- | -------- | ------- | ------------- |
| Argentina    | 1     | 0        | 1       | 0             |
| Bielorrússia | 1     | 0        | 1       | 0             |

### Números por competição
| Competição    | Jogos | Vitórias da Argentina | Empates | Vitórias da Bielorrússia | Gols da Argentina | Gols da Bielorrússia |
| ------------- | ----- | --------------------- | ------- | ------------------------ | ----------------- | -------------------- |
| Jogo amigável | 1     | 0                     | 1       | 0                        | 0                 | 0                    |
| Total         | 1     | 0                     | 1       | 0                        | 0                 | 0                    |